# Zeng Zhen
Zeng Zhen (chiń. 曾珍; ur. 28 listopada 1993 w Chengdu) – chińska pływaczka synchroniczna, wicemistrzyni olimpijska z Rio de Janeiro.
W 2015 brała udział w mistrzostwach świata, które rozegrano w Kazaniu. Na nich wywalczyła 3 srebrne medale w konkurencjach zespołowych.
W 2016 na letnich igrzyskach olimpijskich, które rozegrano w Rio de Janeiro, wywalczyła srebrny medal w rywalizacji drużyn, dzięki uzyskanemu rezultatowi 192,9841 pkt.